# 峠の国盗り綱引き合戦
峠の国盗り綱引き合戦（とうげのくにとりつなひきがっせん）は、1987年（昭和62年）より毎年10月の第4日曜日に静岡県浜松市天竜区と長野県飯田市の境である兵越峠で行われる、国境（くにざかい）の領土を賭けた綱引きイベントである。

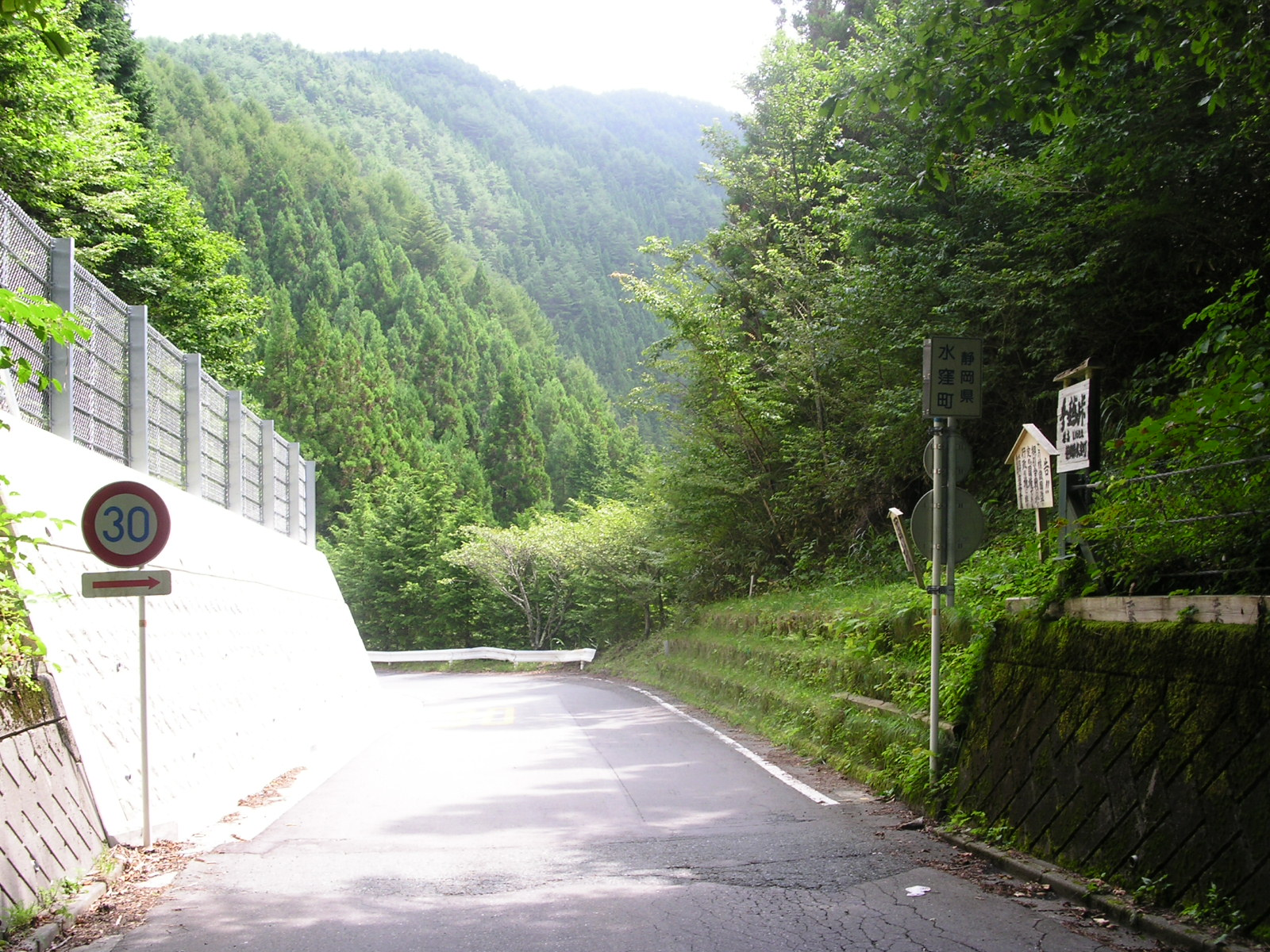
兵越峠（手前が長野県で、奥が静岡県。写真右側に「国境」の札が設置されている）

## 概要

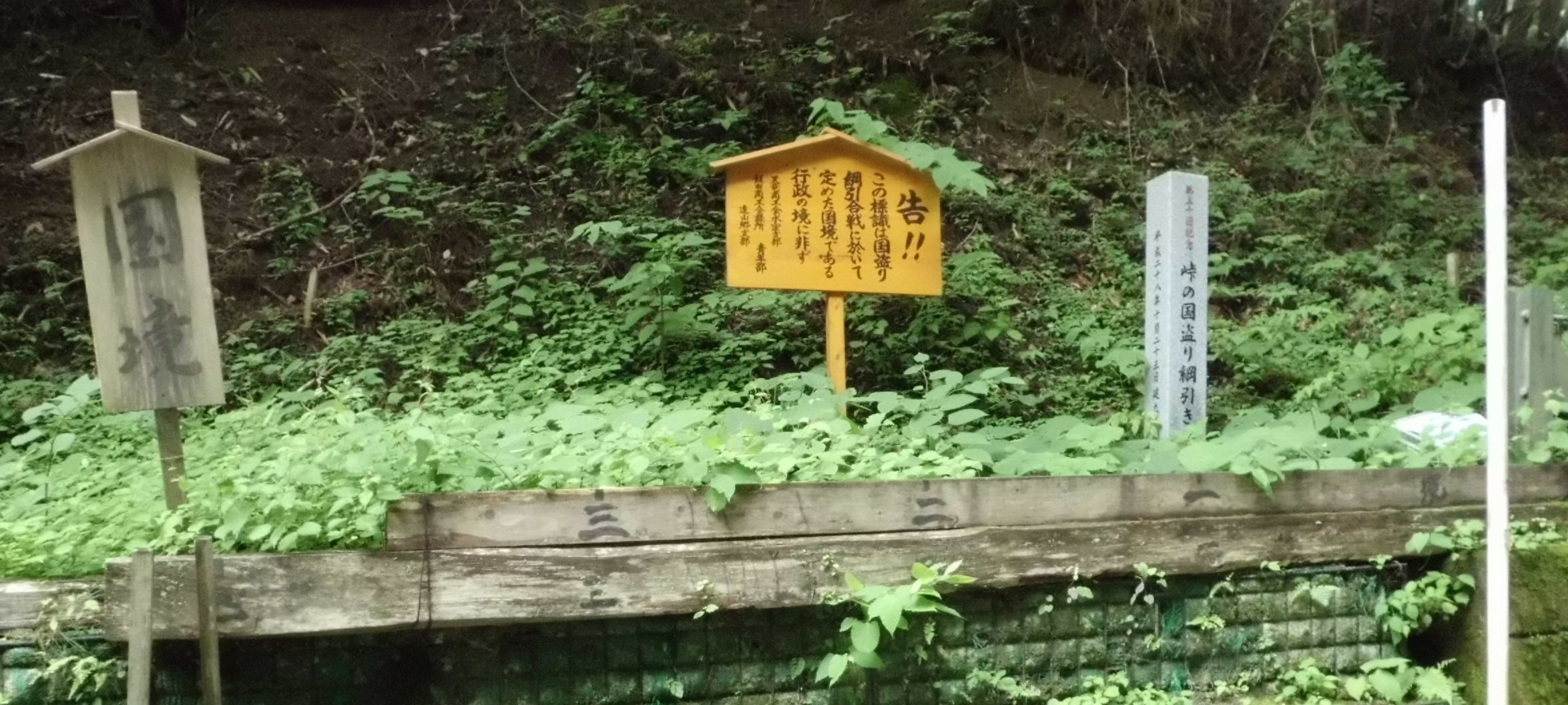
国境を示す立て札、行政の県境ではない旨を伝える立て札、記念碑が並んで設置されている。木製の構造物には「境」・「一」「三」(米)と書かれている。

「遠州軍」（浜松市天竜区（旧磐田郡水窪町））と「信州軍」（飯田市（旧下伊那郡南信濃村））の代表同士がチームを組んで綱引きを行い、勝ったチームが「国境」（くにざかい）を1メートル相手側の領土に動かすことができる。会場の峠にはこの時に決められた「国境」と標示された立て札が常時設置されている。
両軍の合言葉は「長野に海を」「静岡に諏訪湖を」である。
綱引きの結果で行政上の県境が変わるわけではない。「告!! この標識は国盗り綱引合戦に於いて定めた国境である 行政の境に非ず」との立て札が立てられている。
イベント当日は開会式、アトラクションに続いて、一般の観客や来賓による綱引きが行われる。その後、両県知事のメッセージの代読や、浜松・飯田双方の市長による「口上合戦」が行われた後、メインの「国盗り綱引き」が行われる。試合終了後、県境に立てられている「国境」の札の前へ移動し、代表メンバーや関係者、観戦者らが見守る中、勝利を収めた側の来賓自らが槌を使って立てなおして、大会で決した「国境」が画定する。
2014年度には公益財団法人サントリー文化財団が地域文化の発展に貢献した個人や団体を顕彰する「第36回サントリー地域文化賞」を受賞している。

## 規定
ルールは商工会の話し合いで決められている。
2013年からルールが一部変更となった。
- 試合は10人対10人で3本勝負を行い2本先取で勝利となる[2]。
- 1回目と2回目を制限時間2分間でそれぞれ行うが、必ず10人のうち1人以上を女性選手で構成しなければならない[2]。
- 3回目は制限時間なしで女性選手を出場させなくてもよい[2]。

第1回から第3回大会までは互いのふもとから峠を目指し、山道を歩いて登った後に綱引きを行うきまりであった。ただ、道なき道を進むため途中で迷い、集合時刻に間に合わないことが続いたため、現在このルールは廃止となった。

## 戦績
2011年（平成23年）10月23日に開催された第25回大会では、信州軍が3本勝負を2本先取し勝ちを収めた。これにより、信州軍は2009年（平成21年）の第23回大会以来となる2年ぶりの勝利となり、それまで行政上の県境と同じ位置にあった国境を1メートル遠州側に伸ばした。2017年（平成29年）は台風により初めてイベント中止となった。2024年（令和6年）第34回大会現在の通算戦績は信州軍19勝、遠州軍15勝で信州軍が4つ勝ち越している。過去に、遠州軍が戦績で勝ち越して信州側に「国境」の立て札が立てられたことはない。
（○：勝利　●：敗北）
| 大会   | 開催年 | 信州軍                        | 遠州軍                        | 国境の位置 [m] +: 遠州側 / -: 信州側 |
| ------ | ------ | ----------------------------- | ----------------------------- | ------------------------------------ |
| 第1回  | 1987年 | ○                             | ●                             | +1                                   |
| 第2回  | 1988年 | ○                             | ●                             | +2                                   |
| 第3回  | 1989年 | ○                             | ●                             | +3                                   |
| 第4回  | 1990年 | ●                             | ○                             | +2                                   |
| 第5回  | 1991年 | ○                             | ●                             | +3                                   |
| 第6回  | 1992年 | ●                             | ○                             | +2                                   |
| 第7回  | 1993年 | ○                             | ●                             | +3                                   |
| 第8回  | 1994年 | ○                             | ●                             | +4                                   |
| 第9回  | 1995年 | ●                             | ○                             | +3                                   |
| 第10回 | 1996年 | ●                             | ○                             | +2                                   |
| 第11回 | 1997年 | ○                             | ●                             | +3                                   |
| 第12回 | 1998年 | ●                             | ○                             | +2                                   |
| 第13回 | 1999年 | ○                             | ●                             | +3                                   |
| 第14回 | 2000年 | ●                             | ○                             | +2                                   |
| 第15回 | 2001年 | ●                             | ○                             | +1                                   |
| 第16回 | 2002年 | ○                             | ●                             | +2                                   |
| 第17回 | 2003年 | ○                             | ●                             | +3                                   |
| 第18回 | 2004年 | ●                             | ○                             | +2                                   |
| 第19回 | 2005年 | ○                             | ●                             | +3                                   |
| 第20回 | 2006年 | ●                             | ○                             | +2                                   |
| 第21回 | 2007年 | ●                             | ○                             | +1                                   |
| 第22回 | 2008年 | ●                             | ○                             | ±0 (実際の県境と同じ)                |
| 第23回 | 2009年 | ○                             | ●                             | +1                                   |
| 第24回 | 2010年 | ●                             | ○                             | ±0 (実際の県境と同じ)                |
| 第25回 | 2011年 | ○                             | ●                             | +1                                   |
| 第26回 | 2012年 | ○                             | ●                             | +2                                   |
| 第27回 | 2013年 | ○                             | ●                             | +3                                   |
| 第28回 | 2014年 | ●                             | ○                             | +2                                   |
| 第29回 | 2015年 | ○                             | ●                             | +3                                   |
| 第30回 | 2016年 | ○                             | ●                             | +4                                   |
|        | 2017年 | （※台風により中止）           | （※台風により中止）           | （※台風により中止）                  |
| 第31回 | 2018年 | ●                             | ○                             | +3                                   |
| 第32回 | 2019年 | ●                             | ○                             | +2                                   |
|        | 2020年 | （※COVID-19流行の影響で中止） | （※COVID-19流行の影響で中止） | （※COVID-19流行の影響で中止）        |
|        | 2021年 | （※COVID-19流行の影響で中止） | （※COVID-19流行の影響で中止） | （※COVID-19流行の影響で中止）        |
|        | 2022年 | （※COVID-19流行の影響で中止） | （※COVID-19流行の影響で中止） | （※COVID-19流行の影響で中止）        |
| 第33回 | 2023年 | ○                             | ●                             | +3                                   |
| 第34回 | 2024年 | ○                             | ●                             | +4                                   |

## 交通
自動車
- イベント会場である国盗り公園には駐車場が設置されているものの、イベント当日は大会関係者のみの利用に限られ、また県境の前後区間内の林道は駐車禁止となっているため、双方からそれぞれ運行しているシャトルバスに乗り換えて向かう（シャトルバス発着場周辺の駐車場の駐車料金やバス運賃は無料）。なお、イベント開催時間中の双方の県への一般車両の通り抜けは可能である。

## その他
- このイベントは両県の親睦を深める意味で重要な役割を持っている。観客だけでなく来賓の国会議員（双方の県の代表として陣羽織を羽織っている）や市長（または市関係者）、警備にあたる警察官、報道陣も双方の県から訪れている。
- 更に双方が三遠南信地方を成すことから、三河側からも東三河地区の自治体関係者が訪れ、行司役にも扮している。
- イベント当日双方からシャトルバスが運行され、地元住民や観光客などが大勢詰め掛け、その数は年を追うごとに増えている。周辺の山々の紅葉シーズンとちょうど重なるため、普段は静かな兵越峠もこの時ばかりは大歓声に包まれる。
- イベントは兵越峠の隣にある「国盗り公園」とよばれる公園内で行われる。この公園は長野県飯田市に属している。
- 海のない信州軍は「信州に海を!」を目標に掲げている。しかし会場から太平洋までの距離は約67キロあるため、「国境」を海まで移動させるには、計算上信州軍は約6万7000連勝しなければならない。また、信州軍が仮に9万連敗した際には諏訪湖を遠州軍に盗られてしまう[1]。
- 遠州軍の水窪には、年間を通じて活動している「みさくぼ綱引き倶楽部」があり、一般や小学生なども参加した綱引きのイベントも行われている。一方の信州軍はダンプカー相手に綱引きの練習をするなど[10]、近年はテクニック、パワー双方のレベルアップが著しく、その成果が国盗り綱引き合戦にも現れている。

## 類似イベント
- いわて・あきた県境国取り合戦

岩手県和賀郡西和賀町と秋田県横手市にまたがる湯田温泉峡・巣郷温泉を舞台に開催されている。2009年（平成21年）に初開催し、同年10月4日に開催された第1回は岩手県が勝利を収め、「県境」が20センチメートル秋田県側に移動した。
- 歴史国道イベント くりから夢街道 加賀・越中おもしろ源平大綱合戦

富山県小矢部市と石川県河北郡津幡町の倶利伽羅峠で行われる、倶利伽羅峠の戦いにちなんだ綱引き。
- 鹿島の森伝説　越前・加賀県境綱引き

福井県あわら市と石川県加賀市にまたがる越前・加賀県境の館で2015年より開催されている綱引き。第1回は加賀側の勝利であったが、2016年は越前側が勝利し行政上の県境と同一になっている。両市に残る越前の男神と加賀の女神が鹿島の森を巡って綱引きを始めた伝説に因む。
- 国盗り綱引き大会

広島県三次市布野町と島根県飯石郡飯南町にまたがる赤名峠で、2008年より実施されたが、2015年の第8回を最後におこなわれていない。
- 県境フェスティバル 天建寺橋大綱引き大会

福岡県久留米市と佐賀県三養基郡みやき町の間を流れる筑後川に架かる天建寺橋上で行われている綱引き。2009年（平成21年）に初開催。
- 県堺大綱引き

福岡県大牟田市と熊本県荒尾市にまたがる福岡県道・熊本県道126号大牟田荒尾線で行われていた綱引き。参加者の高齢化と後継者不足により、2011年（平成23年）限りで終了。通算成績は大牟田市側が10勝、荒尾市側が11勝。